# Pedro Hernández Cantarero

Wappen von Pedro Hernández Cantarero

Pedro Joaquin Hernández Cantarero CMF (* 29. Juni 1954 in Jinotepe, Verwaltungsbezirk Carazo, Nicaragua) ist Apostolischer Vikar von Darién.

## Leben
Hernández Cantarero studierte in Costa Rica, Kolumbien (Medellin), und Spanien (Salamanca), wo er das Lizenziat in Theologie des geweihten Lebens erwarb. Am 15. November 1986 wurde er für den Claretinerorden zum Priester geweiht. Anschließend war er unter anderem Ausbilder der Aspiranten seines Ordens (1987–1988) und Beauftragter für die philosophische Ausbildung der Claretiner in Guatemala (1988–1989). Von 1989 bis 1991 studierte er an der Päpstlichen Universität Salamanca. Ab 1996 leitete er das Bildungshaus der Claretiner für Seminaristen in Kinshasa (Demokratische Republik Kongo), wo er auch als Dozent für Spiritualität und Bibelwissenschaft lehrte.
Papst Johannes Paul II. ernannte ihn am 12. Februar 2005 zum Apostolischen Vikar von Darién und Titularbischof von Thabraca. Der Apostolische Nuntius in Panama, Erzbischof Giacomo Guido Ottonello, spendete ihm am 19. März desselben Jahres die Bischofsweihe; Mitkonsekratoren waren José Dimas Cedeño Delgado, Erzbischof von Panama, und Carlos María Ariz Bolea CMF, Bischof von Colón-Kuna Yala.